# Spi Ouest-France
Le Spi Ouest-France est une compétition de voile française.

## Historique
La première édition a lieu en 1978.
La 45e édition se déroule en avril 2023 et rassemble 439 équipages et près de 2 200 régatiers.
La 47e édition se déroule en avril 2025 et regroupe 2 000 régatiers.

## Organisation
CeElle consiste en des régates entre classes de voiliers effectuées dans la baie de Quiberon (Morbihan).

## Identité visuelle

Évolution du logo
Logo de 2011 à 2015.
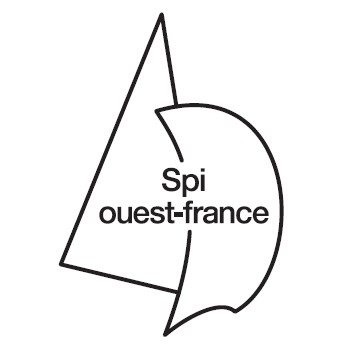
Logo depuis 2015.

## Sponsors principaux associés
- Depuis 1989 : Banque Populaire Grand Ouest[1]
- 2021 : MACSF[5]